# Rue de l'Amiral-François-Galache
La rue de l'Amiral-François-Galache (en occitan : carrièra del Amiral Francés Galache) est une voie de Toulouse, chef-lieu de la région Occitanie, dans le Midi de la France.

## Situation et accès

### Description
La rue de l'Amiral-François-Galache est une voie publique. Elle se trouve dans le quartier Saint-Cyprien.
Elle naît au nord de la place de l'Estrapade, à l'angle de la grande-rue Saint-Nicolas. Longue de 121 mètres et orientée au nord, elle se termine au carrefour de la rue du Pont-Saint-Pierre et de la rue Quilméry.
La chaussée compte une seule voie de circulation automobile en sens unique, de la rue du Pont-Saint-Pierre vers la place de l'Estrapade. Elle appartient à une zone de rencontre et la vitesse y est limitée à 20 km/h. Il n'existe pas de bande, ni de piste cyclable, quoiqu'elle soit à double-sens cyclable.

### Voies rencontrées
La rue de l'Amiral-François-Galache rencontre les voies suivantes, dans l'ordre des numéros croissants (« g » indique que la rue se situe à gauche, « d » à droite) :
1. Place de l'Estrapade (g)
2. Grande-rue Saint-Nicolas (d)
3. Rue du Pont-Saint-Pierre

## Odonymie
La rue a eu, depuis la fin du Moyen Âge, de nombreux noms. Aux XVe et XVIe siècles, elle est la rue de l'Aujol, mais aussi la rue Sarrasine. La première appellation renvoie peut-être à un nom de famille, dont un membre devait posséder une maison. L'origine de la seconde est plus obscure encore. Au XVIIe siècle, c'est la rue Madrecaire, puis la rue de la Boutonnière ou des Boutonniers : ce nom, qui évolue en Moutonnière au siècle suivant, rappelle la présence d'artisans fabricants de boutons (boton, « bouton » en occitan). En 1794, pendant la Révolution française, on lui donna le nom de rue Subordination, mais il ne se conserva pas. En 1824, elle devint la rue Saint-Joseph-de-la-Grave, puisqu'elle se trouvait à proximité de l'hôpital du même nom.

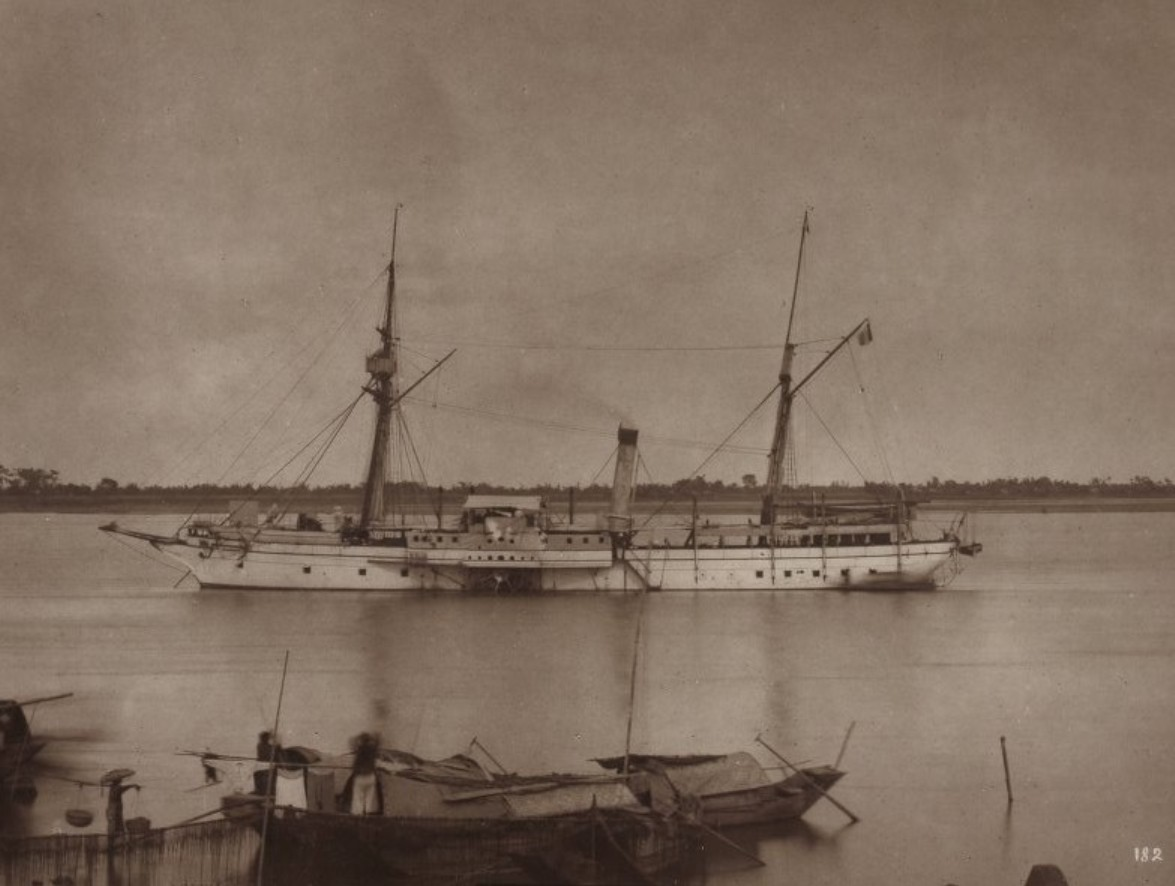
La canonnière Pluvier en 1883 (par Édouard Hocquart, BnF).

Enfin, en 1908, le conseil municipal renomma la rue en hommage à François Galache (1830-1901). Natif du quartier Saint-Cyprien, il entre à l'École navale à l'âge de 17 ans. En 1873, il est capitaine de frégate dans l'océan Pacifique et visite le Pérou, les îles Marquises et Tahiti. En 1883, il rejoint la flottille de Tonkin, puis l'escadre d'Extrême-Orient, où il commande l'Atalante, puis le Pluvier, et participe à la guerre franco-chinoise qui permet à la France de consolider son emprise sur le Tonkin. Promu contre-amiral et major de la flotte de Cherbourg en 1890, il prend sa retraite l'année suivante.

## Histoire

### Époque contemporaine
Au XIXe siècle, la rue connaît de profonds bouleversements. Le conseil municipal prévoit la construction d'un nouveau pont, au nord du Pont Neuf, qui doit relier la place Intérieure-Saint-Cyprien, au cœur du faubourg Saint-Cyprien, en rive gauche de la Garonne, et la place Saint-Pierre, en rive droite : les travaux du pont Saint-Pierre, commencés en 1849, sont achevés en 1852. Dans le même temps, une nouvelle rue – la rue du Pont-Saint-Pierre – est percée dans le faubourg, absorbant la deuxième partie de la rue Saint-Joseph-de-la-Grave, entre la rue Quilméry et le fleuve.

## Patrimoine et lieux d'intérêt

### Ensemble scolaire privé Saint-Nicolas

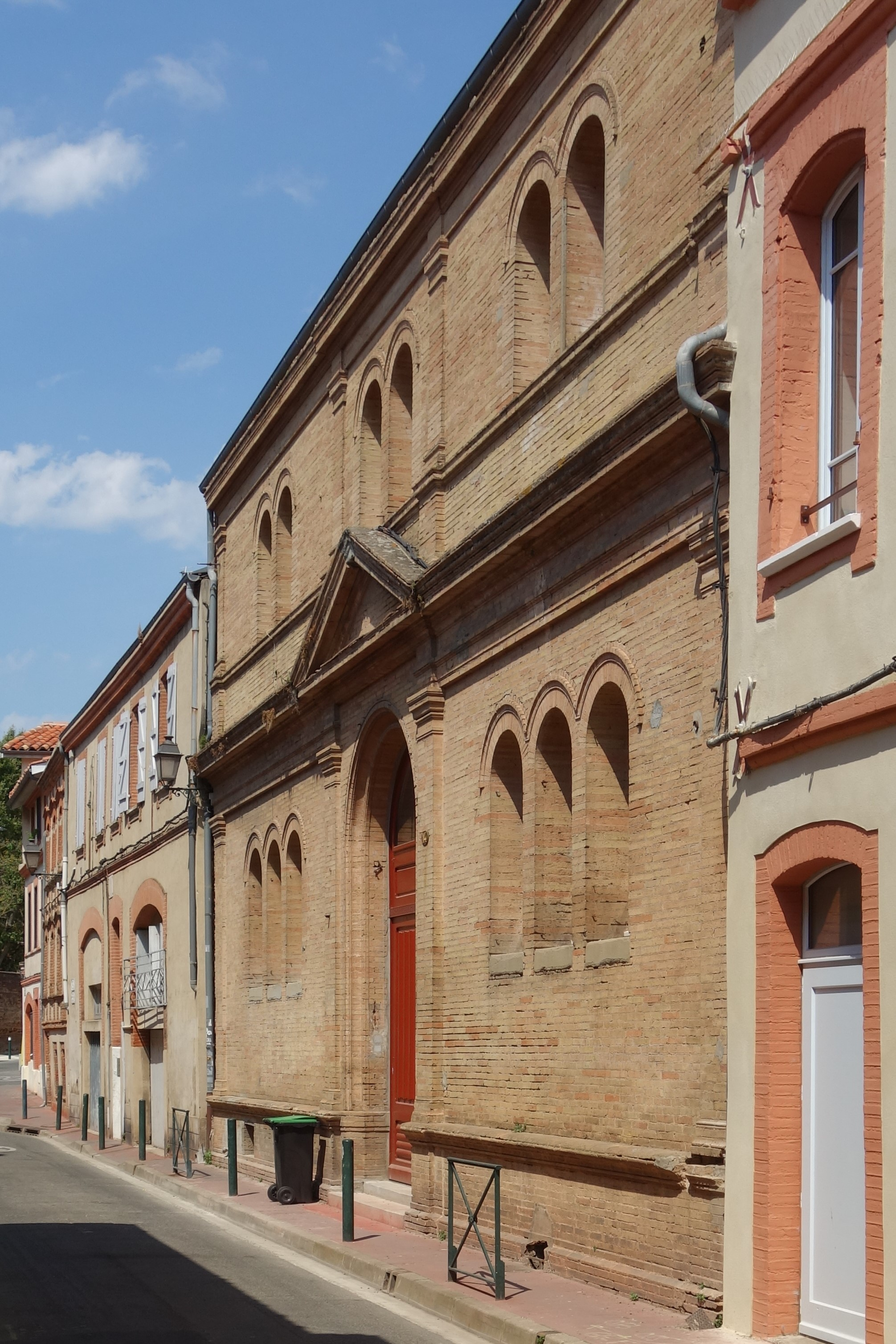
no 14 : l'ensemble scolaire privé Saint-Nicolas.

L'ensemble scolaire privé Saint-Nicolas est un établissement d'enseignement privé catholique qui regroupe une école maternelle, une école élémentaire et un collège. Il est fondé en 1804 et placé sous tutelle diocésaine.
L'établissement occupe une parcelle de 2 000 m2 environ et se compose de plusieurs corps de bâtiment disposés entre la rue San-Subra (actuel no 7) et la rue de l'Amiral-François-Galache (actuel no 14). Sur cette dernière s'élève le corps de bâtiment le plus ancien, bâti en brique claire, au XIXe siècle, dans le style néo-classique. La façade sur la rue se développe sur trois travées et deux niveaux, encadrés par des pilastres à chapiteaux doriques et séparés par une corniche moulurée. Le rez-de-chaussée est percé d'une grande porte, voûtée en plein cintre, encadrée de pilastres et surmontée d'un fronton triangulaire. Elle est encadrée de chaque côté de trois fenêtres, également en plein cintre. À l'étage, les fenêtres sont jumelles. L'élévation est couronnée par une large corniche moulurée.

### Immeubles et maison
- no  2 : immeuble.
L'immeuble est construit au XVIIIe siècle à l'angle de la grande-rue Saint-Nicolas (actuel no 54). La façade sur la rue de l'Amiral-François-Galache se compose de deux parties. Le côté droit, qui compte une seule travée, est bâti en brique tandis que le côté gauche, qui compte deux travées, est en pan de bois. Aux étages, les fenêtres, segmentaires, ont un appui mouluré[11].

- no  4 : immeuble.
Le bâtiment, construit en 1872, correspond à d'anciens entrepôts. La façade sur la rue est rythmée par quatre grandes arcades, voûtées en plein cintre, qui réunissent le rez-de-chaussée et l'entresol. Elles ont à la clef des agrafes en terre cuite qui portent la date de construction et le monogramme PR. Le niveau de comble, séparé par un cordon mouluré, est éclairé par de petites fenêtres carrées[12].

- no  9 : maison.
La maison, de style classique, est bâtie en brique et construite au XVIIIe siècle. En 2013, la façade bénéficie d'une rénovation. Elle s'élève sur deux niveaux, séparés par un cordon. Au rez-de-chaussée, la porte est segmentaire et surmontée par une large corniche moulurée. À l'étage, les fenêtres, également segmentaires, ont un appui en pierre et des chambranles qui se prolongent jusqu'au cordon. Celle du centre est mise en valeur par un garde-corps en fer forgé de style Art déco. L'élévation est couronnée par une large corniche[13].

- no  18 : immeuble. 

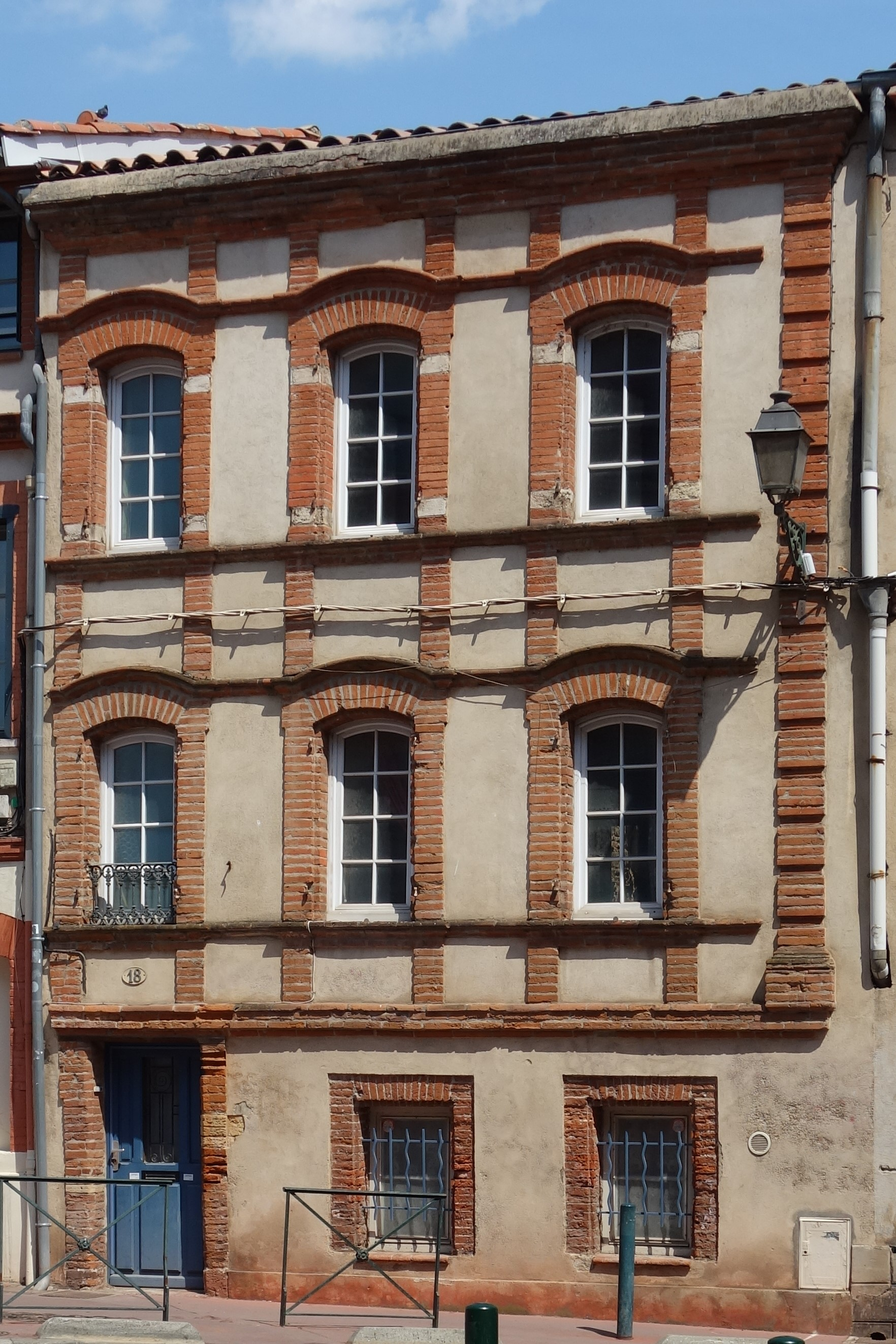
no 18 : immeuble.

L'immeuble, de style classique, est construit dans la première moitié du XVIIIe siècle. La façade, qui s'élève sur trois niveaux, est marquée du côté droit, aux étages, par un dosseret à bossage. Au rez-de-chaussée, très bas et percé d'ouvertures rectangulaires, la porte conserve une huisserie de style Art déco. Au 1er et au 2e étage, la façade est mise en valeur par le quadrillage des cordons qui suivent les lignes des appuis et des corniches des fenêtres, et des piédroits des fenêtres qui se prolongent sur l'allège. Les fenêtres sont segmentaires et surmontées d'une fine corniche. L'élévation est couronnée par une large corniche[14].

## Personnalité
- François Galache (1830-1901) : fils d'un maçon, il est né dans une maison de la rue (ancien no 15)[7].